# Швецов, Анатолий Иванович
Анатолий Иванович Швецов (21 июня 1906, Уфимский уезд, Уфимская губерния, Российская империя — 12 января 1969, Москва, РСФСР, СССР) — советский партийный и государственный деятель, председатель Молотовского облисполкома (1944—1948).

## Биография
Родился в семье служащих.
Член ВКП(б) с 1928 г. В 1931 г. окончил курсы руководящих работников Госбанка СССР.
- 1925—1926 гг. — телеграфист на железной дороге,
- июнь-сентябрь 1926 г. — делопроизводитель парткома ВКП(б) Ашинского завода,
- 1926—1928 гг. — секретарь Ашинского поселкового совета,
- 1928—1929 гг. — заведующий общим отделом парткома Ашинского металлургического завода,
- 1929—1930 гг. — заведующий агитационно-пропагандистским отделом парткома Ашинского металлургического завода,
- 1930—1931 гг. — заместитель заведующего коммерческо-финансовым отделом Ашинского металлургического завода,
- 1931—1931 гг. — консультант Миньярского отделения Государственного банка СССР,
- июль-декабрь 1931 г. — слушатель курсов руководящих работников Государственного банка СССР,
- 1932—1934 гг. — управляющий Красноуральским городским отделением Государственного банка СССР,
- 1934—1938 гг. — управляющий Кизеловским городским отделением Государственного банка СССР (Свердловская область),
- 1938—1940 гг. — председатель исполнительного комитета Кизеловского городского Совета (Пермская область),
- 1940—1941 гг. — заместитель председателя исполнительного комитета Пермского — Молотовского областного Совета,
- 1941—1943 гг. — секретарь Молотовского обкома ВКП(б) по торговле и общественному питанию,
- 1943—1944 гг. — заместитель секретаря Молотовского обкома ВКП(б)-заведующий отделом по торговле и общественному питанию Молотовского обкома ВКП(б),
- 1944—1947 гг. — председатель исполнительного комитета Молотовского областного Совета.

Впоследствии являлся Постоянным представителем Литовской ССР при Совете Министров СССР.
Похоронен на Новодевичьем кладбище в Москве.